# Войводське плато
Войводське плато (або Серта) — плато в північно-східній Болгарії, Східної Дунайської рівнини, Шуменської області.  Назва плато походить від с. Войвода, громади Новий Пазар, розташованої на південно-східному схилі.
Войводське плато піднімається посеред східної рівнини Дунаю, круто спускаючись до долини річки Крива (ліва притока Провадійської річки) на північ і схід. На півдні — також круті схили сходять до Плисковського поля і на заході в районі села Іглика з'єднується з Самуїловською височиною. Довжина плато з заходу на схід становить близько 13 км, а ширина з півночі на південь - близько 6 км. Максимальна висота 480,6, розташована в південній частині плато, в 1,4 км на північний схід від села Правенці.
Плато складене з  аптських вапняків, неокомських і баремських мергелів. На північ, північний схід і схід, глибокі, переважно сухі, яри спускаються до долини річки Крива. Денівеляція над  сусідніми землями становить від 150 до 200 м 
Клімат помірно-континентальний з відносно холодною зимою і теплим літом.  Північні і частково східні схили і яри зарослі дубовими і грабовими лісами, а південна і хребтова частини вирубані.
На південному підніжжі плато із заходу на схід 5 сіл: Іглика, Живково, Правенці, Ізбул і Войвода. 

## Топографічна карта
- Аркуш карти K-35-19. Масштаб: 1 : 100 000.